# Metrius
Metrius is een geslacht van kevers uit de familie van de loopkevers (Carabidae). De wetenschappelijke naam van het geslacht is voor het eerst geldig gepubliceerd in 1829 door Eschscholtz.

## Soorten
Het geslacht Metrius omvat de volgende soorten:
- Metrius contractus Eschscholtz, 1829
- Metrius explodens Bousquet et Goulet, 1990